# Patrick Lawino

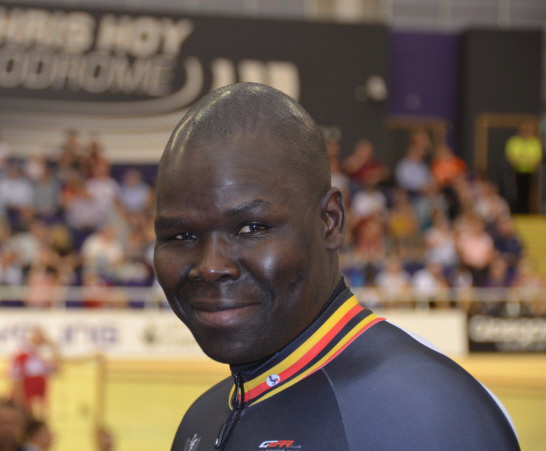
Patrick Lawino

Patrick Lawino (* 10. November 1975 in Gulu) ist ein ugandischer Bahnradsportler.
Patrick Lawino lebt in London und ist Mitglied des CC Hackney Club. 2012 startete er beim Bahnrad-Weltcup 2011/2012 in London im 1000-Meter Zeitfahren und wurde mit 20 Sekunden Rückstand auf den Ersten 24. und damit Letzter. Beim Bahnrad-Weltcup in Glasgow startete er im Keirin, konnte sich jedoch nicht platzieren; im Sprint belegte er den letzten Platz.